# Karl August von Hardenberg

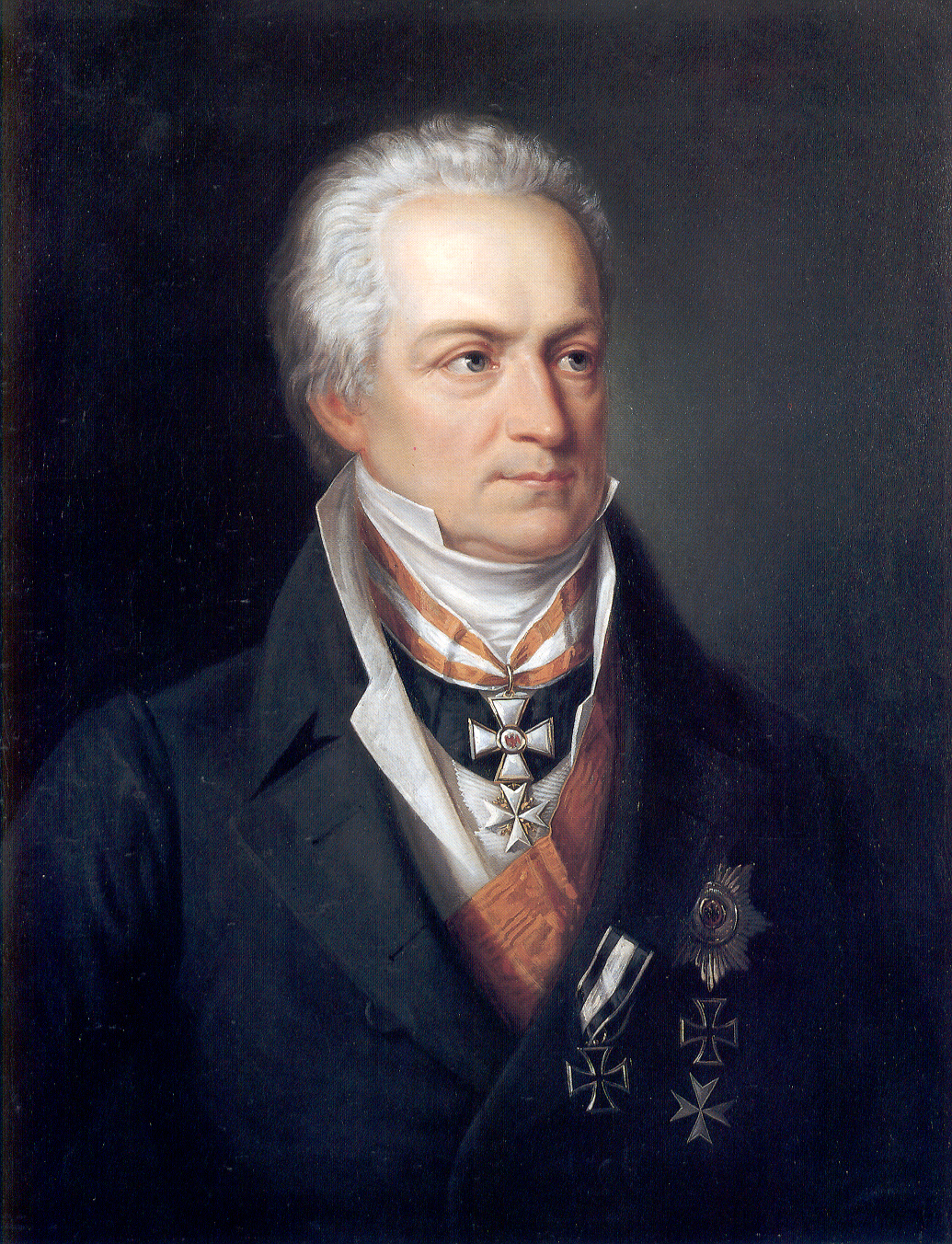
Karl August von Hardenberg, Gemälde von Friedrich Georg Weitsch, nach 1822.

Karl August von Hardenberg, ab 1814 Fürst von Hardenberg (* 31. Mai 1750 in Essenrode; † 26. November 1822 in Genua), war ein preußischer Staatsmann. Er gehörte zusammen mit Heinrich Friedrich Karl vom und zum Stein zu den prägenden Akteuren der Preußischen Reformen. Hardenberg entstammte einer traditionellen Adelsfamilie und wurde im Sinne der Aufklärung erzogen. Nachdem er zunächst in Diensten des englischen Königs im Kurfürstentum Hannover gestanden hatte, trat er ab 1781 in braunschweigische Dienste. Bereits zu dieser Zeit plante er unter seinen Dienstherren einzelne Reformen, wie beispielsweise eine Bildungsreform in Braunschweig.
Als der Markgraf von Ansbach-Bayreuth, in dessen Dienste er 1790 gewechselt war, seine Territorien an Preußen vermachte, wurde Hardenberg zum leitenden Minister in diesen Gebieten bestimmt und verfügte über eine von Berlin vergleichsweise unabhängige Stellung. Diese nutzte er, um in den zuvor lose verbundenen Territorien eine zentralisierend wirkende Verwaltungsreform durchzuführen.
Weiterhin wirkte er als Diplomat während der Koalitionskriege und schließlich nach seiner Abberufung nach Berlin im Jahre 1798 ab 1804 als preußischer Außenminister, als welcher er sich für eine konsequent antinapoleonische Politik im Bündnis mit den anderen europäischen Großmächten aussprach. Im Jahr 1807 wurde er zum leitenden Minister Preußens ernannt, musste diesen Posten aber im Folgejahr auf Betreiben Napoleons räumen.
Nach Veröffentlichung der Rigaer Denkschrift für ein modernes Staatswesen wurde Hardenberg 1810 von König Friedrich Wilhelm III. zum Staatskanzler ernannt und setzte die unter seinem Amtsvorgänger Freiherr vom Stein begonnenen Preußischen Reformen fort. Er vermittelte 1813 den Vertrag von Kalisch zur Befreiung von der napoleonischen Besatzungsherrschaft und setzte 1814/1815 auf dem Wiener Kongress die Gleichberechtigung Preußens unter den europäischen Großmächten durch.

## Leben

### Hannover 1750–1781

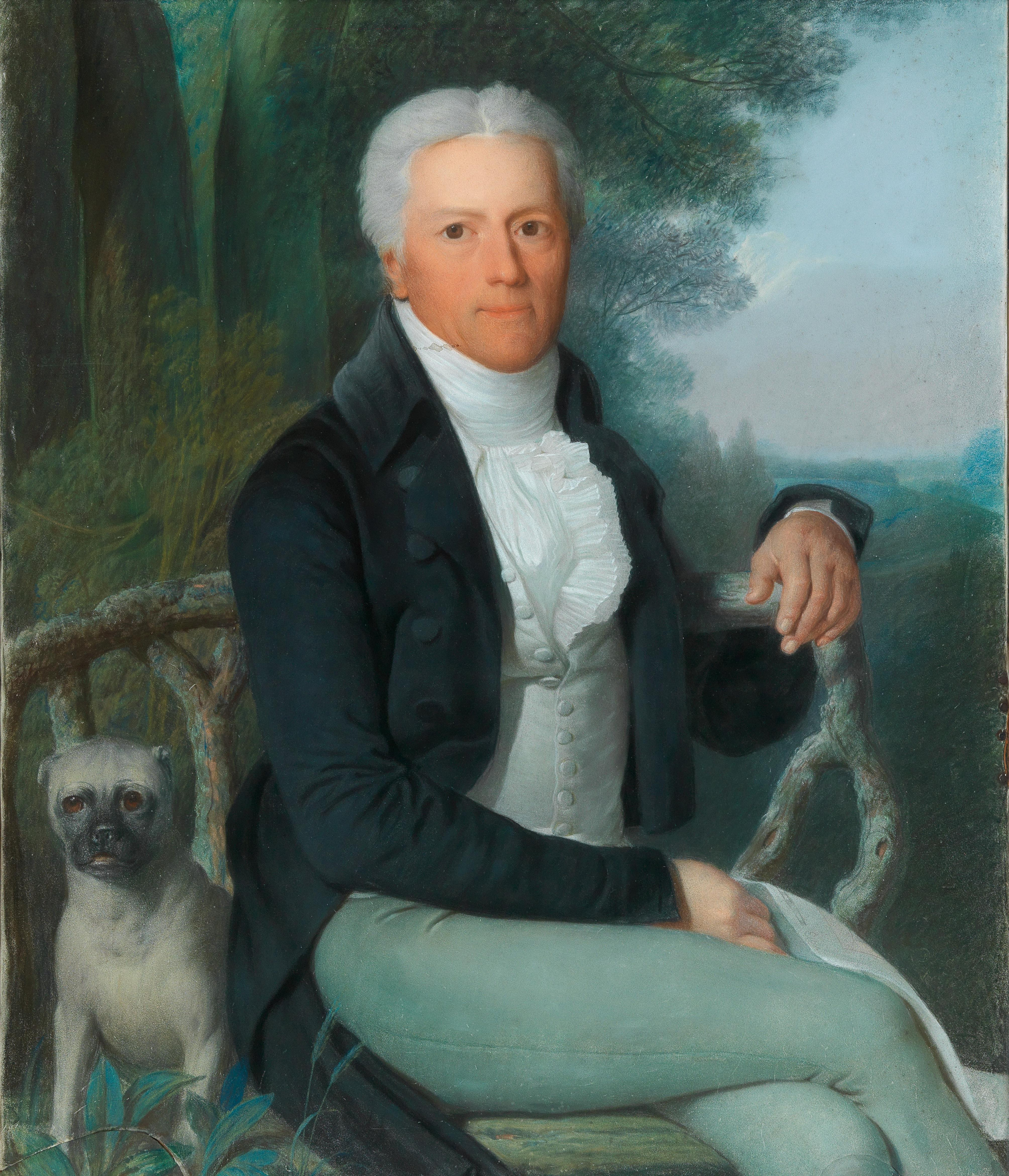
Porträt von Karl August Fürst von Hardenberg, Gemälde von Daniel Caffé

Karl August (zeitgenössisch: Carl August) wurde 1750 als ältestes Kind von acht Kindern des Obersten Christian Ludwig von Hardenberg (1700–1781), der im Siebenjährigen Krieg hervorgetreten war, und seiner Ehefrau Anna Sophia Ehrengart (1731–1809, geborene von Bülow aus Essenrode, Schwester von Friedrich Ernst von Bülow) geboren. Die Familie war ein seit dem Mittelalter ansässiges Geschlecht. Es hatte der Gefolgschaft der Bischöfe von Hildesheim und Paderborn und des Kurfürsten von Mainz angehört und wechselte im Gefolge der Reformation in die Lehnschaft der Welfen.
Die Erziehung Karl Augusts lag während der ersten Jahre in der Hand seiner Erzieherin Gavell, die auch schon seine Mutter erzogen hatte. Der Erziehungsplan richtete sich nach den Gewohnheiten der Zeit und seines Standes. Man sprach Französisch, und vom sechsten Lebensjahr an lernte Hardenberg auch Latein. Zeitlebens hatte er eine enge Beziehung zu seinem Onkel Friedrich Karl von Hardenberg, wohingegen Hardenbergs Vater oft auf Reisen war. Die Eltern wie auch der Onkel erzogen Karl August zum freien Denken. Dieser schenkte ihm oft Bücher. Über seinen Onkel schrieb Hardenberg später, dieser habe ihn als einen Sohn betrachtet. Auch zu seiner Mutter und seiner Schwester Annette hatte Hardenberg laut seinen autobiographischen Aufzeichnungen eine enge Beziehung. Er hatte früh amouröse Abenteuer, so schrieb er über seine Jugend, er habe 1764/65 im Winter seine „Jungfräulichkeit verloren mit einer häßlichen Küchenmagd“.
Der Hofmeister Wedekind übernahm nun die Erziehung. Ab 1756 wohnte die Familie aufgrund des Siebenjährigen Krieges auch in der Heimstatt des Onkels, während der Vater im Militär Dienst tat. Hardenberg befasste sich bereits früh mit Geschichte, aber auch mit Musik. Hardenberg besuchte das Lyzeum Ludwig Wilhelm Ballhorns in Hannover, wo er sowohl mit adligen Kindern als auch mit Kindern des dritten Standes gemeinsam unterrichtet wurde. Sein Großvater, Gotthard Heinrich August von Bülow, führte ebenfalls wie Onkel Karl Friedrich Hardenberg in landwirtschaftliche Verwaltungsangelegenheiten ein und zeigten ihm den Nutzen von Reformen auf. Nachdem der Onkel 1763 gestorben war, kehrte die Familie auf ihre Stammgüter zurück. Karl August genoss so eine für einen jungen Adligen ungewöhnlich fortschrittliche und aufgeklärte Erziehung. So erwarb er Wissen in den Bereichen Philosophie, Religion, Kunst, Pädagogik und Staatswissenschaften.
Hardenberg entschloss sich, Jura zu studieren, um in den Staatsdienst eintreten zu können. Er schrieb sich mit 16 Jahren zum Wintersemester 1766/1767 in der Universität Göttingen ein und blieb vier Semester in Göttingen. Er besuchte allerdings auch Vorlesungen anderer Fachgebiete, wie der neuentstandenen Altertumswissenschaft, der Mathematik und der Naturwissenschaften. Er war zunächst Mitglied des Studentenordens Ordre de l’Esperance und wurde am 23. Mai 1768 in die Göttinger Freimaurerloge Augusta zu den drei Flammen aufgenommen. Er machte auch Bekanntschaft mit Georg Christoph Lichtenberg. Im selben Jahr siedelte er mit einem neuen Hofmeister (Johann Friedrich Gervinus) nach Leipzig über, um neben Rechtswissenschaften auch ein Jahr Belles Lettres zu studieren. Dort lernte er den jungen Johann Wolfgang von Goethe kennen, zu dem er zeitlebens ein distanziertes Verhältnis hatte. In Leipzig nahm er an Vorlesungen von Christian Fürchtegott Gellert teil, zu dessen engerem Zirkel er bald gehörte. Hier begegnete er auch Gotthold Ephraim Lessing.
Allgemein führte Hardenberg während seiner Studentenzeit ein verschwenderisches Leben und trank auf gesellschaftlichen Treffen viel Alkohol. Hardenberg erwarb nie einen Abschluss, was für Adlige zu seiner Zeit nicht unüblich war. Ebenfalls hatte er zahlreiche Liebschaften. Besonders hervorzuheben ist hierbei seine Beziehung zu Charlotte von Münchhausen, welche oft bei seinen Eltern verweilte, die er aber nach negativen Äußerungen seiner Eltern wieder aufgeben musste.
Im Jahre 1770 bekam Hardenberg mit persönlichem Wohlwollen von Kurfürst Georg III. unter Vermittlung seines Vaters eine Auditorenstelle. Auditor war der Name für eine Hilfskraft am Gericht, in etwa entsprechend dem heutigen Referendar. Schon im Januar 1771, ein halbes Jahr nach Amtsantritt, wurde er in die Finanzverwaltung des Kurfürstentums Braunschweig-Lüneburg versetzt. Hardenberg rief durch seine tätige Arbeit das Wohlwollen seines Vorgesetzten Burchard Christian von Behr hervor. Doch völlig überraschend starb dieser Förderer Hardenbergs im Dezember 1771. Von Behrs Nachfolger Benedict von Bremer brachte seine eigenen Schützlinge mit. Erbost beschwerte sich Hardenberg bei Kurfürst Georg III. – der in Personalunion auch König von Großbritannien und Irland war – in London, der ihm nahelegte, eine Reise durch Europa anzutreten, um seinen Horizont zu erweitern.
Am 15. Juli 1772 trat Hardenberg seine Grand Tour an und besuchte mehrere deutsche Fürstenhöfe (unter anderem auch Österreich), das Reichskammergericht in Wetzlar und den Reichstag in Regensburg. Auch besuchte er die Niederlande und traf schließlich Kurfürst Georg III. persönlich. Danach reiste er weiter nach Frankreich. In seinem Tagebuch, das teilweise überliefert ist, kommentierte er die verschiedenen Stationen der Reise und machte Bemerkungen über den Zustand der jeweiligen Fürstentümer. Er kehrte schließlich aufgrund des Gesundheitszustandes seines Vaters nach Hause zurück und wirkte an der Abfassung von dessen Testament mit, in welchem die Familiengüter und das Vermögen zwischen den Kindern aufgeteilt wurden. Hardenberg erhielt hierbei den Kernbesitz.
Hardenberg wollte ursprünglich eine Tochter des Freiherrn vom Stein heiraten. Dann aber ehelichte er die fünfzehnjährige Christiane von Reventlow, deren Familiengüter in Dänemark lagen. Das hatten seine Eltern vermittelt, und auch mit der dänischen Regierung wurde verhandelt. Hardenberg erweiterte sein Familienwappen um das der Reventlows und erhielt den Titel eines dänischen Kammerherrn. Die nächste Zeit weilte er mit seiner Frau in Dänemark. Der Sohn Christian Heinrich August von Hardenberg-Reventlow kam 1775 zur Welt, die Tochter Lucia Anna Wilhelmine Christina von Hardenberg-Reventlow am 9. April 1776.
Im Herbst 1775 wurde Hardenberg Rat in der hannoverschen Kammer, eine Stellung, die er bereits 1773 erhalten hatte. Am 13. Januar 1780 veröffentlichte Hardenberg eine Denkschrift zur Reform der hannoverschen Verwaltung, in welcher er vorschlug, die Domänen an landwirtschaftliche Unternehmer zu verpachten, anstelle der bisherigen Vergütung der Beamten durch dieselbe. Anfang des Jahres 1780 verfasste Hardenberg eine Denkschrift, in welcher er seine finanziellen Reformvorhaben und die Idee vorbrachte, Hannover in eine Allianz der deutschen Kleinstaaten einzubinden und diese als dritte Partei neben Preußen und Österreich zu etablieren.
Am 15. Februar 1781 zog Hardenberg mit seiner Frau nach London, um den Kurfürsten für seine Reform einzunehmen, scheiterte jedoch mit seinem Reformvorhaben. 1778 und 1781 hielt er sich in London auf, wo sich eine Affäre zwischen seiner Frau Christiane und dem Prince of Wales (dem späteren König Georg IV.) entwickelte. Da der Skandal öffentlich zu werden drohte, reichte Hardenberg am 28. September 1781 sein Abschiedsgesuch ein. Im folgenden Jahr befasste sich Hardenberg mit der Verwaltung seines durch seinen luxuriösen Lebenswandel angezehrten Vermögens, das durch die Gelder, die seiner Familie daraus zukamen, weiter schrumpfte. Hierdurch wurde Hardenberg genötigt, erneut eine Anstellung zu suchen.

### Braunschweig-Wolfenbüttel 1781–1790
Trotz eines Angebots weigerte sich Hardenberg, in den dänischen Staatsdienst einzutreten. Stattdessen half ihm sein Vetter Gottlob Friedrich von Hardenberg, Beziehungen zu Herzog Karl Wilhelm Ferdinand von Braunschweig-Wolfenbüttel zu knüpfen. In Verhandlungen mit diesem setzte Hardenberg durch, dass er in das Geheimratskollegium aufgenommen und zum Minister ernannt wurde. Hardenberg wurde so unter dem Minister Feronce von Rotenkreutz der zweitmächtigste Staatsbeamte in Braunschweig. Im Mai 1786 legte Hardenberg dem Herzog in einer Denkschrift den Plan einer großangelegten Reform des Staates dar. Er schlug vor, dass es künftig drei Minister (Finanz-, Justiz- und Innenminister) geben solle, während der Herzog die Beziehungen zu anderen Staaten leiten sollte. Hardenberg hätte in diesem Fall das Finanzministerium übernommen. Obgleich der Herzog Hardenbergs Pläne als sinnvoll erachtete, lehnte er sie ab, ernannte ihn aber im folgenden Jahr zum Präsidenten der Kammer. Hardenberg befürwortete, möglicherweise nach Absprache mit dem weimarischen Minister Goethe, den Beitritt des Herzogtums zum preußisch dominierten Fürstenbund.
Der Herzog hatte Joachim Heinrich Campe, einen an Rousseau orientierten Reformpädagogen, nach Braunschweig geholt, woraufhin eine Schulreform offen diskutiert wurde. Hardenberg verfasste hierzu ein Gutachten, in welchem er dafür eintrat, ein Schulkollegium unter Ausschluss der Kirche zu gründen. Dies rief den Widerstand des Konsistoriums hervor, sodass auch kirchliche Vertreter in das neue Gremium berufen wurden. Die Reform der Schulen scheiterte jedoch trotz des Übergewichts der Reformer an dem Verhalten Campes. Hardenberg beabsichtigte ebenfalls, die Universität Helmstedt nach Wolfenbüttel zu verlegen, musste aber sein Reformvorhaben aufgrund des Widerstands im Land aufgeben. Da er seine Reformvorhaben in Braunschweig aufgrund des Widerstandes des Herzogs nicht umsetzen konnte, suchte er eine neue Anstellung.
Hardenberg führte auch in Braunschweig ein luxuriöses Leben. Er bezog das ehemalige Palais der Maria Antonia von Branconi und pflegte weiterhin, wie auch seine Frau Christiane, zahlreiche Affären. Gall charakterisiert dies als „offene[s] Verhältnis“. Hardenbergs Frau ließ sich 1788 von ihm scheiden, und er heiratete am 9. Juni 1788 die seinetwegen von Ernst Ludwig Julius von Lenthe geschiedene Sophie von Lenthe. Hardenberg musste auf alle Güter seiner ehemaligen Frau verzichten, welche erst nach deren Tod sein Sohn erben sollte. Hierdurch geriet er in eine finanzielle Schieflage. Hochverschuldet wurde er vom braunschweigischen Hoffaktor Herz Samson entlastet, was maßgeblich zu seinem späteren Eintreten für die rechtliche Gleichstellung der Juden beigetragen haben mag. Hardenbergs neue Ehe wurde von der adligen Gesellschaft Braunschweigs nicht anerkannt. Hardenberg hoffte, auf den Posten des Leiters der deutschen Kanzlei in London berufen zu werden und wieder zu seinem alten Dienstherren zurückzukehren. Er verfasste einen Brief an Georg III., wechselte dann jedoch in die Dienste des Markgrafen von Ansbach-Bayreuth.

### Ansbach-Bayreuth 1790–1798

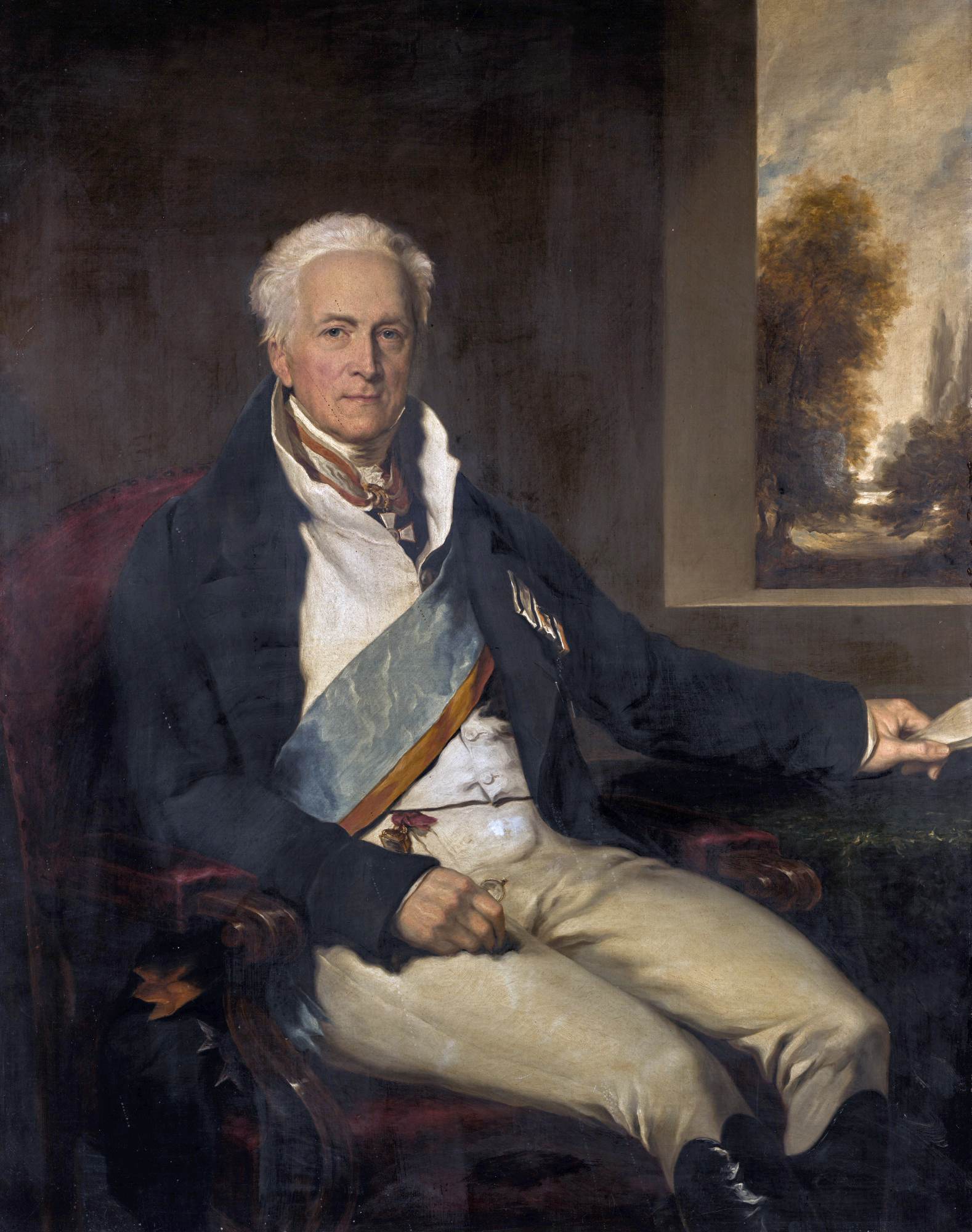
Porträt von Karl August Fürst von Hardenberg, Gemälde von Thomas Lawrence

Hardenberg bekam das Angebot, in den preußischen Dienst zu treten, und ging als leitender Minister zum Markgrafen von Ansbach und Bayreuth (Alexander von Brandenburg-Ansbach). Hintergrund war, dass Alexander beabsichtigte, zurückzutreten und seinen Besitz an die preußische Linie der Hohenzollern zu übergeben.
Nach dem Rücktritt des Markgrafen ging Ansbach-Bayreuth als Provinz in den Besitz der preußischen Krone über. Hardenberg leitete die Eingliederung der Provinz als preußischer Minister. Er hatte durchgesetzt, dass er direkt dem König und nicht der preußischen Verwaltung unterstellt wurde. Dadurch konnte er das Gebiet als selbständige Provinz weitgehend ohne Eingriffe von außen regieren. Wie ein Vizekönig hielt er Hof in Ansbach, Triesdorf und Bayreuth.
Die Eingliederung in den preußischen Staat war sehr schwierig, lagen die beiden Gebiete doch in einer Gemengelage mit anderen Territorien. Es gab Enklaven und Exklaven, teilweise überschnitten sich auch hoheitliche Rechte. Hardenberg scheute sich nicht, die Rechte von Reichsrittern und anderen Adeligen des Reiches zu verletzen und ihre Privilegien entgegen dem Reichsrecht aufzuheben. Er erzwang den Austausch von Gebieten mit dem Ziel, ein klar abgegrenztes preußisches Gebiet zu schaffen.
Schließlich rekrutierte der Minister Ende 1796 den braunschweigischen Schriftsteller, Kaufmann und Englandreisenden Simson Alexander David, der sich den Namen Karl Julius Lange gegeben hatte und betont aufklärerische Positionen vertrat. Er erregte mit seiner Deutschen Reichs- und Staatszeitung für den Geschäfts- und Weltmann ab Januar 1797 sehr viel Aufsehen, da das Blatt de facto zensurfrei in Nürnberg, später in Erlangen erschien und durch die geheime Protektion von Hardenberg etliche Beleidigungsklagen und Beschwerden unbeschadet überstand. Zeitgenössische Beobachter bescheinigten der Zeitung, in der prominente, demokratisch gesinnte Autoren schrieben, „echten Oppositionsgeist“. Vor allem der fränkische Landadel, die Kirchen und Österreich wurden, inspiriert von Hardenberg, heftig attackiert. Erst im Mai 1799 musste Lange das Blatt einstellen und floh nach kurzer Inhaftierung ins damals dänische Altona in die Emigration. Hardenberg unterstützte den eigenwilligen Journalisten dort weiterhin insgeheim finanziell und sorgte ab Ende 1803 für dessen erneute Beschäftigung in Berlin.
In Ansbach-Bayreuth konnte Hardenberg seine früheren Pläne zu einer grundlegenden Verwaltungsreform umsetzen. Es wurden vier Fachministerien eingerichtet: für Justiz, Inneres, Krieg und Finanzen. Zahlreiche Beamte, die unter ihm dienten, spielten später eine wichtige Rolle bei den Reformen auf der Ebene des Zentralstaates. Andere, die nicht mit nach Berlin gingen, gehörten zu den Verwaltungsmodernisierern in Bayern, an das Ansbach-Bayreuth später fiel. Zu den bekannten Mitarbeitern gehörten etwa Alexander von Humboldt, Friedrich Leopold von Kircheisen, Karl vom Stein zum Altenstein oder Friedrich von Schuckmann.
Im Rahmen des ersten Koalitionskrieges wurden ihm zunehmend auch außenpolitische Aufgaben übertragen. Er sprach sich für einen klaren Kriegskurs gegen Frankreich und für ein Bündnis mit Großbritannien und den Niederlanden aus. 1795 war Hardenberg Mitunterzeichner des Friedens von Basel mit Frankreich. Zwar musste das linke Rheinufer aufgegeben werden, aber Hardenberg versuchte dennoch, die preußische Position zu stärken. Er erreichte die Schaffung einer Neutralitätslinie. Auch wenn diese nicht so weit war, wie von ihm gehofft, führte sie doch dazu, dass Preußen und der norddeutsche Raum etwa zehn Jahre Frieden hatten, während Österreich und Süddeutschland weiterhin im Krieg waren. In Ansbach-Bayreuth versuchte er unterdessen, durch Gebietserwerb die preußische Stellung im Süden Deutschlands zu stärken. Es gelang allerdings weder der Erwerb von Nürnberg noch der der Hochstifte Würzburg und Bamberg.

### Wechselnde Positionen und Exil 1798–1810

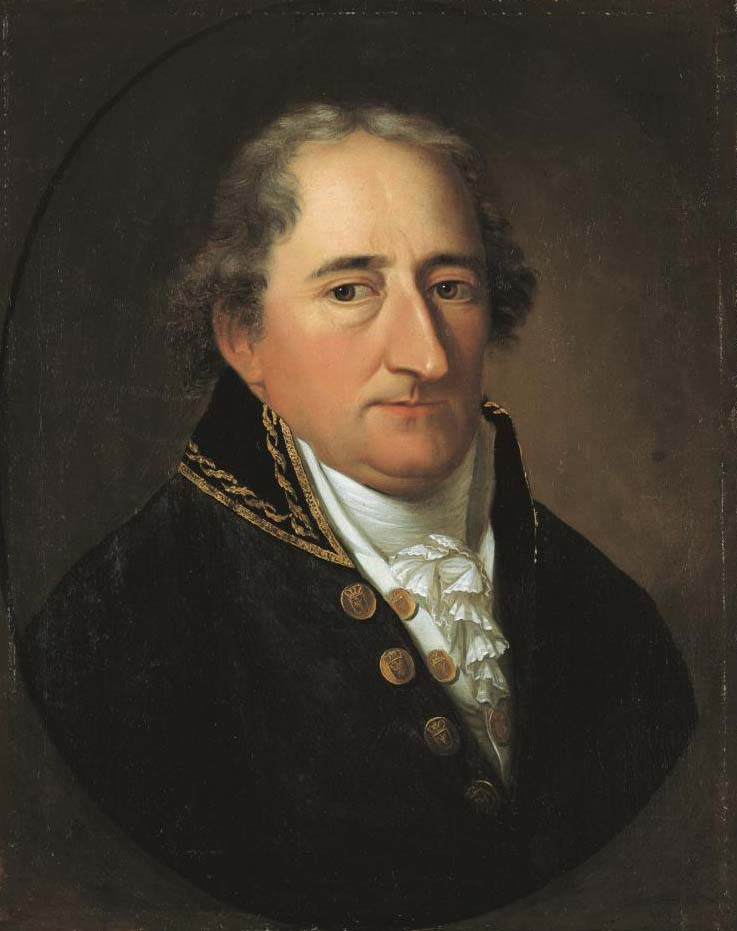
Heinrich Friedrich Karl vom und zum Stein, Gemälde von Johann Christoph Rincklake, 1804

1798 wurde Hardenberg nach Berlin beordert, weil man ihm Verschwendung vorwarf und seine unabhängige Stellung fürchtete. In einem Generalbericht aus dem Jahre 1801 forderte Hardenberg Reformen für den preußischen Staat, so u. a. eine Reorganisation der Verwaltung. Die ehemals von ihm regierten fränkischen Gebiete wurden vor allem auf Druck Österreichs hin aufgegeben.
Er war von 1803 bis 1805 Kurator der Kunst- und Bauakademie in Berlin, als Nachfolger des am 15. Mai 1802 verstorbenen Staatsminister Friedrich Anton Freyherrn von Heinitz, der die Position von 1786 bis zu seinem Tode innehatte.
1803 erlangte er das Vertrauen des Königs Friedrich Wilhelm III. und wurde, zunächst als Vertretung des Grafen Haugwitz, zum Minister für auswärtige Angelegenheiten ernannt. Als Haugwitz 1804 zurücktrat, wurde Hardenberg im April desselben Jahres auch offiziell zum Außenminister ernannt. Der König beriet sich allerdings im Hintergrund weiterhin mit Haugwitz. Hardenberg suchte als Außenminister eine engere Beziehung zu Russland und Österreich aufzubauen, um die vom König erwünschte preußische Neutralitätspolitik in den Koalitionskriegen zumindest formal aufrechterhalten zu können. 1805 verfasste Hardenberg eine Denkschrift zur außenpolitischen Situation Preußens, in welcher er Russland als den einzigen Napoleon tatsächlich entgegenstehenden Staat benannte, während Österreich und Preußen in der gegenwärtigen Lage nur Frieden wollten. Letzteres sei zwischen Russland und Frankreich de facto eingezwängt und müsse mit beiden gute Beziehungen unterhalten. Vorerst müsse man die Neutralitätspolitik weiterverfolgen, aber im Falle einer veränderten Situation ein Bündnis gegen Frankreich ins Auge fassen.
Auf das Drängen Haugwitz’ hin hielt Friedrich Wilhelm III. aber an seiner bisherigen Politik fest. Als im September 1805 Russland Preußen im Falle der Teilnahme an einem Krieg gegen Frankreich das Hochstift Fulda und linksrheinische Gebiete anbot, Frankreich hingegen ebenfalls eine Allianz unter Zugeständnis des Gewinns Hannovers anbot und seine Truppen gegen Österreich aussandte, wollte Hardenberg Hannover erobern lassen. Russland drohte einige Tage später damit, in Preußen einzumarschieren, falls dieses seine Neutralitätspolitik nicht aufgebe. Die preußische Regierung ging daraufhin zu einer Politik der bewaffneten Neutralität über, woraufhin der Zar eine Zusammenkunft der Monarchen Preußens, Russlands und Österreichs vorschlug. Hardenberg geriet hieraufhin in Misskredit, da der König ihm vorwarf, er habe ihn davon abhalten wollen, weiterhin die Neutralität Preußens zu verfolgen.
Zar Alexander I. erreichte am 25. Oktober Berlin. Er würdigte die Haltung Hardenbergs und forderte erneut ein Zusammengehen Preußens mit den Napoleon feindlich gesinnten Kräften. Der preußische König ordnete hingegen an, dass Hardenberg zwischen den verfeindeten Lagern vermitteln solle. Nach dem Sieg Napoleons über Russland und Österreich in der Schlacht bei Austerlitz im Dezember 1805 wurde Preußen zu Gebietsabtretungen in den rheinischen Regionen gezwungen. Die preußischen Truppen wurden wieder demobilisiert, der Widerstand Hardenbergs hiergegen wurde übergangen. Napoleon versuchte, die Entlassung Hardenbergs zu erreichen, was der König aber ablehnte. Hardenberg verfasste 1806 eine Denkschrift hinsichtlich einer Reform des Reiches, welche das Reich in drei Einflusszonen aufgeteilt hätte und das Ziel verfolgte, die preußische Vormachtstellung in Norddeutschland zu sichern. Hardenberg verfolgte nun eine Politik der Anbindung an Frankreich, das Preußen im Februar 1806 Hannover überließ, aber zugleich den Beitritt zur Kontinentalsperre gegen England forderte. Im April 1806 wurde Haugwitz erneut preußischer Außenminister.
Hardenberg trat in der Folgezeit in Briefkontakt mit dem russischen Zaren. Ebenso befürwortete er die Reformforderungen des Freiherrn vom Stein, die auf eine Umgestaltung des Kabinettssystems hin zu einer zentralisierten Regierungsführung abzielten. Während vom Stein gegen Haugwitz opponierte, suchte Hardenberg, seinen guten Kontakt zum König nicht abreißen zu lassen. Königin Luise stand in dieser Situation ebenfalls eher gegen Haugwitz und eher zugunsten Hardenbergs. Im folgenden Jahr hielt der König weiterhin Distanz zu Hardenberg, was sich erst nach der Niederlage der preußischen Truppen in der Schlacht bei Jena und Auerstedt und der Abtrennung zahlreicher Gebiete Preußens durch Napoleon änderte. Nachdem Friedrich Wilhelm Anfang des Jahres 1807 ein Friedensangebot von Napoleon erhalten hatte, demzufolge Preußen im Falle weitergehender Neutralität den ostelbischen Besitzstand hätte wahren können, ließ der König Hardenberg um seine Meinung bitten. Dieser riet von einem Friedensschluss mit Frankreich ohne Beteiligung Großbritanniens und Russlands ab.
Während des Treffens des Zaren mit Friedrich Wilhelm in Kydullen warb Hardenberg für ein Zusammengehen beider Mächte gegen Frankreich und eine Umgestaltung der deutschen Verhältnisse zugunsten einer deutschen Konföderation, in der Preußen und Österreich gemeinsam die deutschen Kleinstaaten in ihrer Souveränität beschnitten und eine Koalition zur Erhaltung der Unabhängigkeit Deutschlands bildeten.
Am 10. April 1807 wurde Hardenberg als leitender Minister wieder mit allen inneren und äußeren Angelegenheiten betraut. Am 26. April 1807 unterzeichnete er den Bartensteiner Vertrag mit dem Russischen Kaiserreich. Friedrich Wilhelm schloss sich nun auch der von Hardenberg zuvor geforderten Zentralisierung der Staatsgeschäfte an, die auf Hardenberg als Ersten Kabinettsminister zulief. In Beratungen mit den Geheimen Räten Heinrich Theodor von Schön, Barthold Georg Niebuhr und Friedrich August von Staegemann plante er die Zentralisierung der Staatsgeschäfte. Als Bedingung für das Zustandekommen des Friedens von Tilsit im Juli 1807 musste Hardenberg auf Befehl Napoleons allerdings wieder zurücktreten, da er in den Augen Napoleons zu stark gegen die französischen Interessen opponiert hatte.
Hardenberg ging mit seiner frisch angetrauten Geliebten Charlotte Schönemann ins Exil nach Riga. Friedrich Wilhelm, nun überzeugt von der Notwendigkeit eines Umbaus des preußischen Staates, bat Hardenberg darum, seine Auffassung in einer Denkschrift abzufassen. Hardenberg verfasste nun, in Zusammenarbeit mit dem Freiherrn vom Stein zum Altenstein, Niebuhr, Schön und Karl Ferdinand Friedrich Nagler die so bezeichnete Rigaer Denkschrift. Kern der Denkschrift war der Aufbau eines monarchischen, allerdings zentralisierten Staates, der Reformen „von oben“ durchführen konnte. Eine Verfassung sollte Menschenrechte garantieren und die Regierung an die Einhaltung derselben binden. Außenpolitisch trat Hardenberg für eine auf eine starke Armee gegründete Selbstständigkeit Preußens ein. Russland, Österreich und England sollten in ein Bündnis mit Preußen gefasst werden, die kleineren Staaten aus der Allianz mit Napoleon befreit werden. Im Inneren forderte Hardenberg Freiheit und Gleichheit in Bezug auf Karrierechancen im Staatsbereich sowie eine Abschaffung von individuellen Steuerprivilegien und eine Besteuerung nach Einkommen und Besitz. Erbuntertänigkeit und Freiheit der Berufswahl müssten gewährleistet sein. Dies alles sollte nach Hardenbergs Auffassung durch ein starkes Militär ermöglicht werden. Hierzu wollte er das bisherige Konskriptionssystem abschaffen und entehrende Strafen abschaffen sowie eine Art allgemeine Wehrpflicht einführen. Ebenfalls sollte im Militär nach Leistung und nicht nach Geburtsstand befördert werden.
Die Berufung von Heinrich Friedrich Karl vom und zum Stein 1807 beeinflusste er von seinem Exil-Aufenthalt Riga aus entscheidend mit, ebenso dessen Entlassung 1808 durch seine Braunsberger Denkschrift vom 12. November 1808. In der Rigaer Denkschrift „Über die Reorganisation des Preußischen Staats“ vom 12. September 1807, die er im Auftrag des Königs verfasste, entwickelte er Reformvorschläge, die eine Monarchie mit Freiheitsrechten und demokratischen Elementen ermöglichen sollten. Er empfahl seinem König, sich nicht auf die Legitimität seines Hauses als Gewähr für Preußens Zukunft zu verlassen, sondern im Kampf mit Napoleon – mit Vorsicht – auch auf das erwachende deutsche Nationalgefühl zu setzen: „Bei der immer drohender werdenden und nicht aus den Augen zu verlierenden Gefahr, daß Napoleon die Vernichtung Preußens beabsichtige, ist Bearbeitung und Benutzung des Nationalgeistes allerdings äußerst wichtig.“

### Preußischer Staatskanzler 1810–1822

#### Preußische Reformen

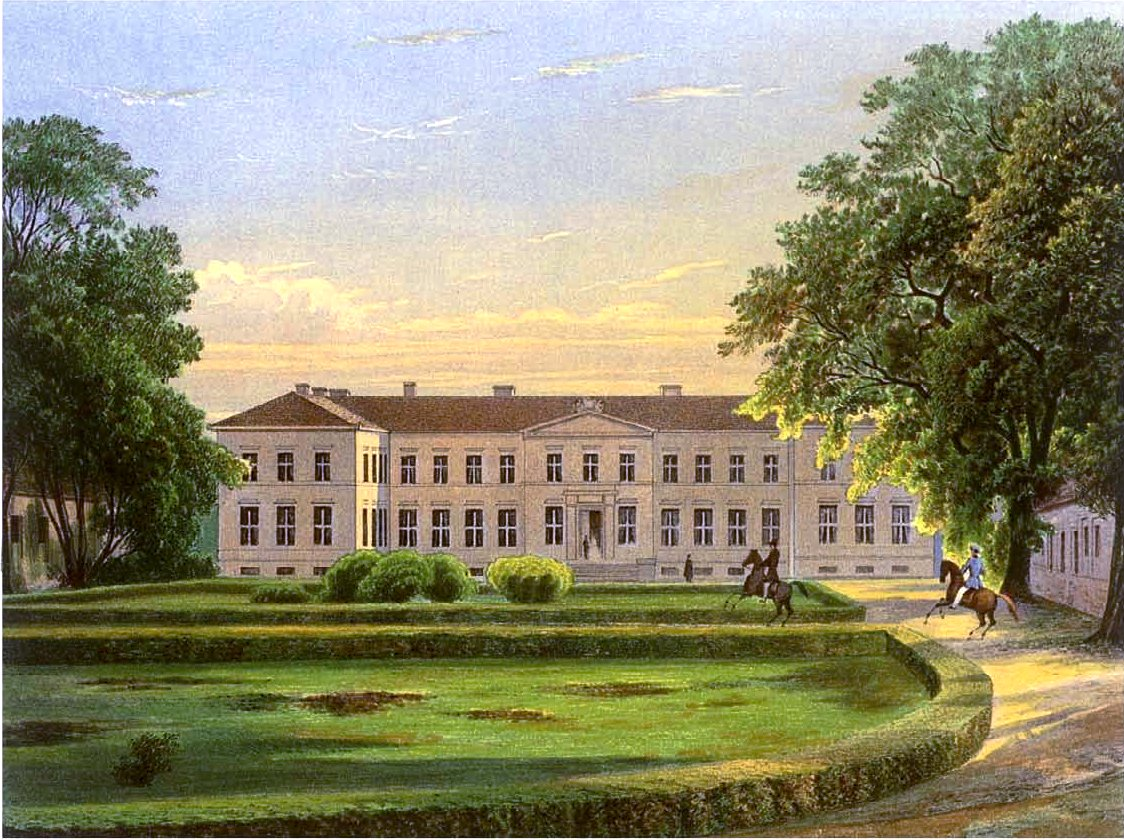
Schloss Neuhardenberg

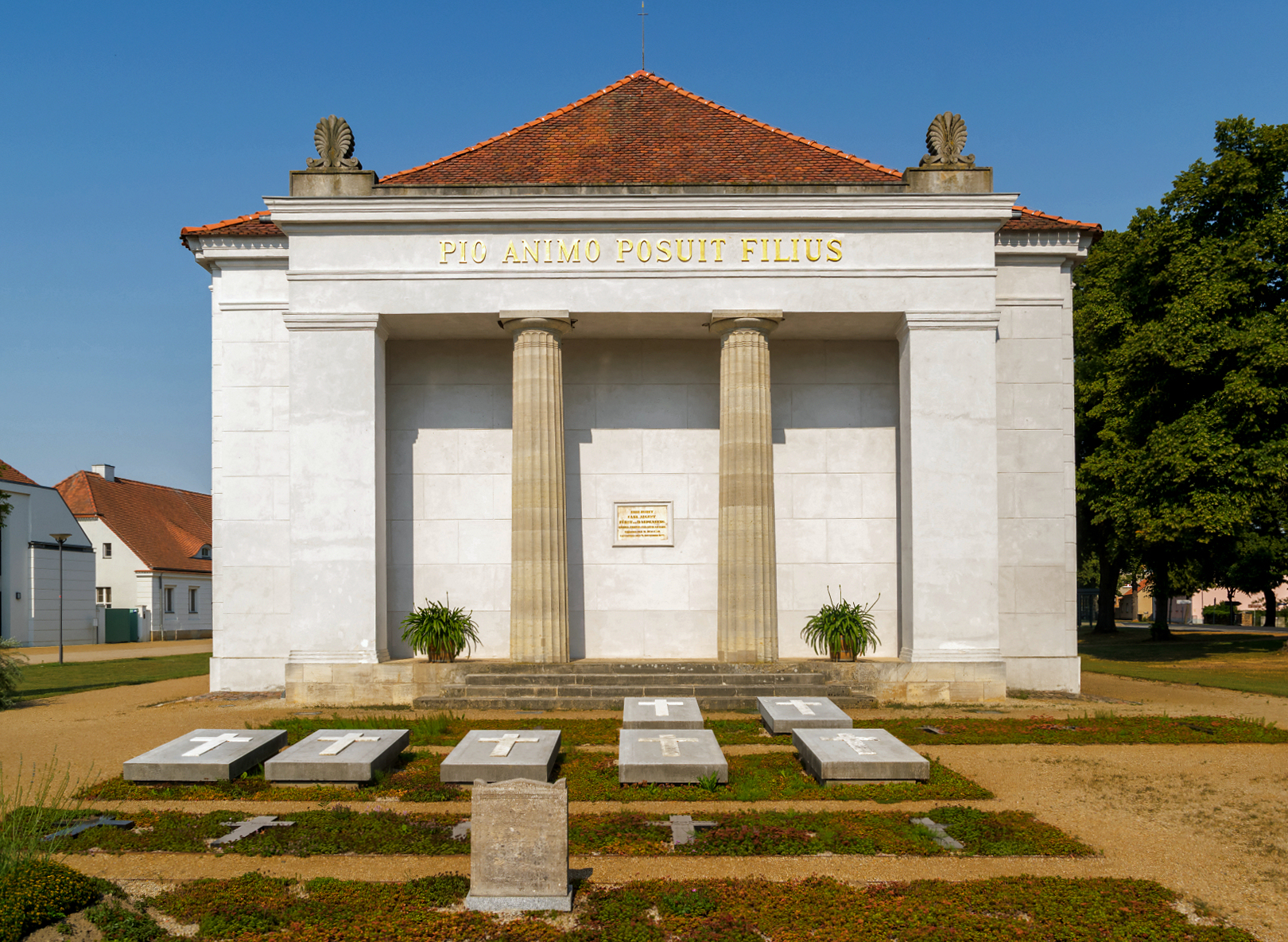
Grabmal an der Schinkelkirche in Neuhardenberg

1810 bewirkte Hardenberg die Entlassung des Kabinetts von Karl vom Stein zum Altenstein. In der Folge wurde er am 4. Juni mit Billigung Napoleons zum preußischen Staatskanzler ernannt. In dieser Funktion hatte Hardenberg eine bis dahin nicht erreichte Machtfülle inne: Neben dem Außen- und Innen- übernahm er auch das Finanzressort. Als erste Amtshandlung strich Hardenberg das Recht der einzelnen Minister, ohne Beisein des Staatskanzlers einen Vortrag beim König (sog. Ministervortrag) zu halten.
Die durch Stein begonnenen und unter Altenstein ins Stocken gekommenen Preußischen Reformen setzte er fort. Das Finanzedikt vom 27. Oktober 1810 stellte den Versuch Hardenbergs dar, die durch die hohen Kriegskontributionen gegenüber Frankreich in Mitleidenschaft gezogene Wirtschaft und den Staatsetat wieder zu restituieren. Gall betont, dass zugleich Hardenbergs Position als Staatskanzler davon abhängig war, ob er dieses Ziel erreichte. Hierbei führte Hardenberg Steins Linie fort, indem er das unter jenem verabschiedete Oktoberedikt von 1807, welches vorrangig die Grundbesitzenden anging, in die Praxis führte. Hiergegen opponierten August Ludwig von der Marwitz und Friedrich Ludwig Karl Finck von Finckenstein, welche von Hardenberg aufgrund ihres Protests und mit Zustimmung des Königs in Spandau interniert wurden. Ebenso wurde das Edikt publizistisch von Adam Heinrich Müller und intellektuellen Kreisen um Johann Gottlieb Fichte und Clemens Brentano bekämpft. Auch Hardenbergs Mitarbeiter Schön und Niebuhr wandten sich gegen das Edikt und verließen Hardenbergs Umgebung. Am 14. September 1810 kam Hardenberg mit Stein zusammen und besprach mit ihm weitere Reformvorhaben. Hardenberg wies hierbei die Forderung Steins nach einer für alle Untertanen geltenden Einkommensteuer zurück, da er sie als verfrüht erachtete, ließ sich allerdings von Stein überzeugen, Reformen im Agrarbereich in die Wege zu leiten und eine mithilfe von Aktien aufgebaute Nationalbank aufzubauen. Auch gegen Widerstände aus der Bauernschaft wurde die Finanzreform schließlich durchgeführt. Hierbei wurde zunächst angeordnet, dass die Steuerzahlenden festverzinsliche Wechsel sich zulegen sollten, um hierdurch Papiergeld zu schaffen und die Steuerzahlenden je nach Gewinn besteuern zu können. Ebenso wurde ein Edikt über die Aufhebung Mühlen-, Bier- und Branntweinzwangs und eine neue Luxussteuer eingeführt.
Das 1811 erfolgte Gewerbesteuergesetz, das die Gewerbefreiheit festschrieb, wurde häufig derart ausgelegt, dass Hardenbergs Handeln wirtschaftsliberalen Grundsätzen entsprungen sei. Tatsächlich zielte Hardenbergs Tätigkeit jedoch, so Ernst Klein, auf die „Vermehrung der Staatseinkünfte“. Klein verweist auch auf das Fehlen eines realen ökonomischen Grundes für die Gewerbesteuer:
„Aber Hardenberg und seine Ratgeber hatten auch gar nicht die Absicht, ein vermeintliches oder wirkliches wirtschaftliches Bedürfnis zu befriedigen oder einer liberalen Wirtschaftsdoktrin zu huldigen. Sie wollten lediglich nach dem Vorbilde des napoleonischen Königreichs Westfalen mit Hilfe einer Patentsteuer den Staatskassen eine neue Einnahmequelle verschaffen [...]“
Es folgte die Bauernbefreiung im Zuge der Agrarreformen, während derer wesentliche Punkte der Rigaer Denkschrift umgesetzt wurden. Wichtige Mitarbeiter Hardenbergs bei der Agrarreform waren Friedrich von Raumer und Christian Friedrich Scharnweber. Gegen die Opposition adeliger Kreise wurde den Bauern das Eigentum an ihren Höfen zugestanden, allerdings unter der Bedingung, dass sie einen Teil ihres Landes an ihre vormaligen Gutsherren abgaben.
1812 folgte die Emanzipation der Juden, die stark am französischen Beispiel im Königreich Westphalen orientiert war. Während König Friedrich Wilhelm III. und vom Stein die Juden in ihrer hergebrachten Rechtslage belassen wollten, setzte Hardenberg durch, dass den Juden der Status als Staatsbürger zuerkannt wurde.
Gegenüber den russischen Bestrebungen um ein Bündnis gegen Napoleon verhielt sich Hardenberg zunächst abwartend. Erst nachdem die Armee Napoleons Ende 1812 in Russland zusammengebrochen war, wurde er in dieser Hinsicht aktiv. Den preußisch-russischen Vertrag von Kalisch, in dem eine gemeinsame Erhebung gegen Napoleon vereinbart wurde, vermittelte er als Verhandlungsführer auf preußischer Seite, zusammen mit vom Stein, der den russischen Zaren vertrat. Er unterzeichnete 1813 für Preußen auch die Allianzverträge von Teplitz mit Russland und Österreich.
Zusammen mit Wilhelm von Humboldt und vom Stein entwickelte er 1814 einen Entwurf für eine Bundesverfassung. Am 3. Juni desselben Jahres erhob ihn Friedrich Wilhelm III. in Paris in den Fürstenstand und schenkte ihm die Standesherrschaft über das Amt Quilitz, das in Neuhardenberg umbenannt wurde. 1820 bis 1823 baute Karl Friedrich Schinkel das ursprünglich barocke Schloss im Auftrag des Fürsten klassizistisch um.

#### Wiener Kongress und Machtverlust
Auf dem Wiener Kongress gelang es ihm 1815, Preußen erheblichen Gebietszuwachs zu sichern, und er etablierte nach 1815 in den gewonnenen Gebieten eine neu organisierte Verwaltung (Provinz Sachsen). Er konnte dem König das Versprechen abringen, eine Verfassung zu erlassen; eine Verfassungskommission wurde allerdings erst 1817 einberufen. 1819 entwarf er eine landständische Verfassung für Preußen, die allerdings nicht umgesetzt wurde.
Nach den Karlsbader Beschlüssen 1819 schwand Hardenbergs Einfluss langsam. 1822 erkrankte er nach dem Veroneser Kongress und starb während einer Italienreise, die ihn ab September 1822 von Wien über Verona nach Mailand, Pavia und Genua geführt hatte. Todesursache war eine Lungenentzündung.

## Hardenbergs autobiographische Aufzeichnungen
Die frühesten Aufzeichnungen Hardenbergs stammen aus dem Jahr 1770. Später verfasste er während der Zeit seines Exils, vorrangig im Jahre 1808, Memoiren betreffend die Zeit von 1803 bis 1807 sowie kürzere autobiographische Aufzeichnungen. Erstere waren wohl zuvorderst als Rechtfertigungsschriften gedacht. Zudem existieren tagebuchartige Niederschriften, die teilweise in mehreren Fassungen existieren, sodass vermutlich an eine spätere Veröffentlichung gedacht wurde.
Die Tagebücher sind zunächst in einem „lapidaren Notationsstil“ verfasst, werden dann aber ausführlicher für das Jahr 1798, als Hardenberg an den preußischen Hof rückbeordert wurde. Weitere Passagen, die hieran anschlossen, betrafen das Jahr 1799. Ab dem Jahre 1806 verfasste Hardenberg parallel zwei Tagebücher für dieses Jahr sowie in den Folgejahren weitere, teils ausführlichere, Aufzeichnungen, die aber mit seiner Ernennung zum Staatskanzler abbrachen. Die folgenden Jahre sind dünn behandelt, gegen Ende von Hardenbergs Leben finden sich dann vor allem Aufzeichnungen über seine Reisen.

## Rezeption in der historischen Forschung
Hans-Ulrich Wehler bezeichnete Hardenberg in seiner Deutschen Gesellschaftsgeschichte im Gegensatz zum von ihm als „maßlos überschätzt“ bezeichneten Freiherrn vom Stein als „erfolgreichen Macher“, der bislang als opportunistisch und aufgrund seiner Schulden „moralisierend abgekanzelt“ worden sei. Hingegen habe er während seiner Zeit als Staatskanzler in Preußen erfolgreich Reformen durchgesetzt und so Preußen für die Zukunft vorbereitet. Er, und nicht der Freiherr vom Stein, sei der eigentliche Träger der preußischen Reformen gewesen.
Thomas Nipperdey bezeichnet Hardenberg als „Etatist, dem es um die Stärkung des Staates und um eine straffe und zentralistische Verwaltung geht; er ist liberaler Individualist, dem es um die Freisetzung der Wirtschaftsgesellschaft geht, um Chancengleichheit und freie Entfaltung für alle, um die Achtung des Eigentums und die Gleichheit der Gesetze und der Besteuerung, mehr um bürgerliche, ökonomische und individuelle Freiheit […]“ Er sei moderner und autoritärer gewesen als der Freiherr vom Stein, der noch stark in ständischen Begriffen dachte, letzten Endes seien beide aber Teil derselben Bewegung gewesen, die Reformen anstrebte.
Der Historiker Lothar Gall schrieb in seiner Hardenbergbiographie, dieser habe dem „Gedanke[n] des modernen Staates und der vorbehaltlos auf ihn verpflichteten Bürokratie […]“ „unbedingten Vorrang“ eingeräumt. Den Staat habe Hardenberg stets als Monarchie gesehen und für die absolute Macht des Monarchen plädiert. Im Unterschied zum Freiherrn von Stein habe Hardenberg die Gesellschaft nur als „Objekt der Politik“ betrachtet, was ihn nicht daran hinderte, gesellschaftliche Einflüsse auf den Staat als zielführend zu erachten. Hardenberg habe seine politischen Vorstellungen weitgehend durchsetzen können, sei dann aber in der Restaurationsepoche de facto entmachtet worden.
Christopher Clark urteilt über die Preußischen Reformen, dass diese nicht alles Althergebrachte überwanden, aber dennoch vieles modernisierten. Hardenberg sei es vor allem um "Transparenz und Kommunikation" gegangen. "Er war kein Liberaler, sondern ein Mann der Aufklärung", der nicht das Ziel verfolgte, die "Öffentlichkeit" als eine Domäne des kritischen Dialogs zu festigen".

## Ehrungen
Hardenberg wurde in zahlreichen deutschen Städten mit nach ihm benannten Straßen und Einrichtungen geehrt. In Berlin tragen die Hardenbergstraße und der Hardenbergplatz in Charlottenburg-Wilmersdorf seinen Namen, und zwar seit 1865 (Straße) bzw. 1958 (Platz). Seit 1966 trägt das Hardenberg-Gymnasium Fürth seinen Namen.
Das Berliner Hardenberg-Denkmal, geschaffen von dem Bildhauer Martin Götze, wurde im Jahr 1907 auf dem Dönhoffplatz errichtet und galt nach dem Zweiten Weltkrieg als verschollen. Die auf eine Initiative von Walter Momper nach einem Modell der Familie von Hardenberg hergestellte Rekonstruktion des Bronzestandbilds befindet sich seit 2011 vor dem Preußischen Landtag, dem Sitz des Berliner Abgeordnetenhauses.
Karl August von Hardenberg war Mitglied im Bund der Freimaurer. Seine Mutterloge war die Freimaurerloge Zum weißen Pferd in Hannover. Er bekleidete dort in den Jahren 1778–1781 das Amt des Logenmeisters. Die Große Loge von Preußen genannt Royal York zur Freundschaft stiftete ihm zu Ehren ein Porträt. Bei der feierlichen Enthüllung des Gemäldes war Gebhard Leberecht von Blücher anwesend.

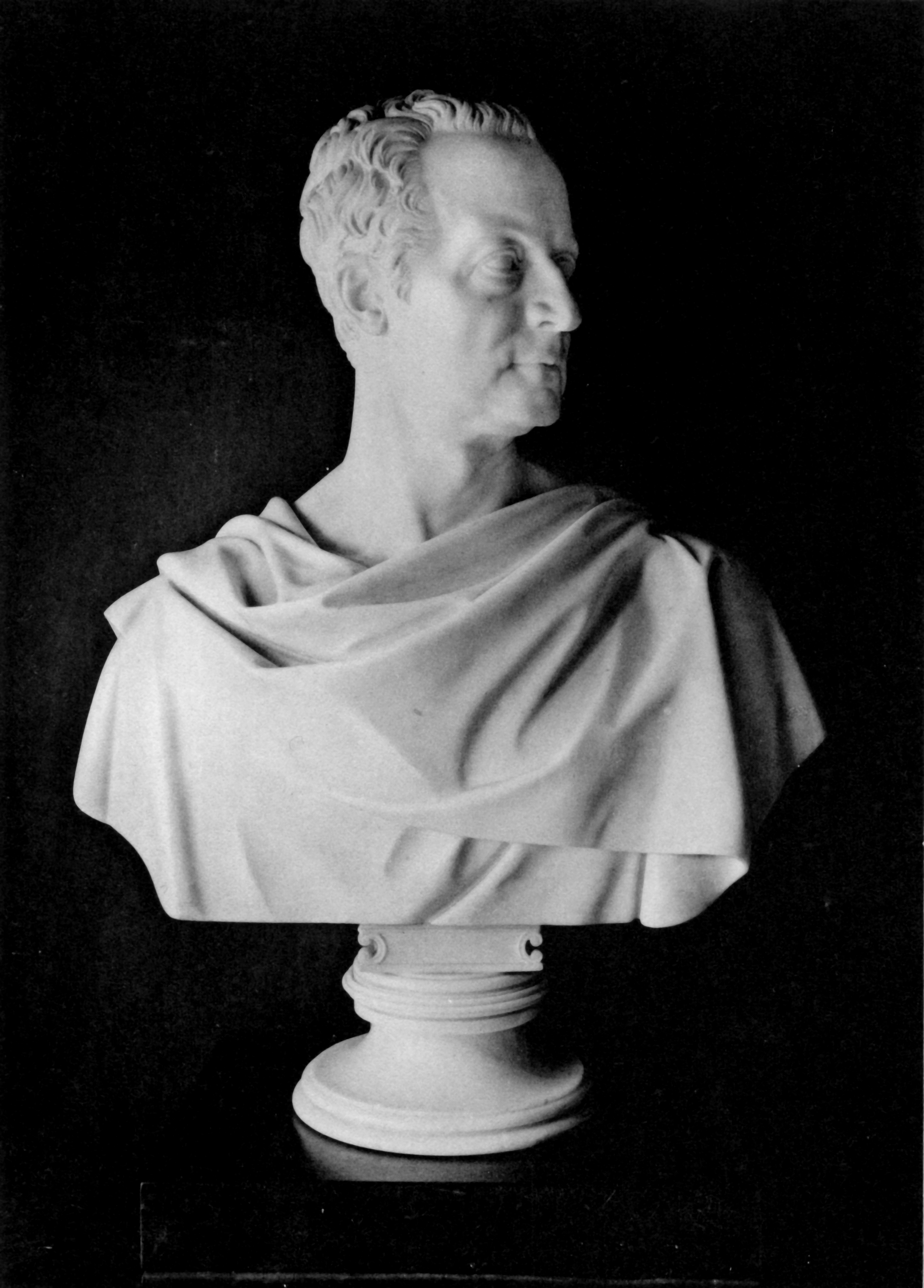
Hardenberg-Büste von Christian Daniel Rauch
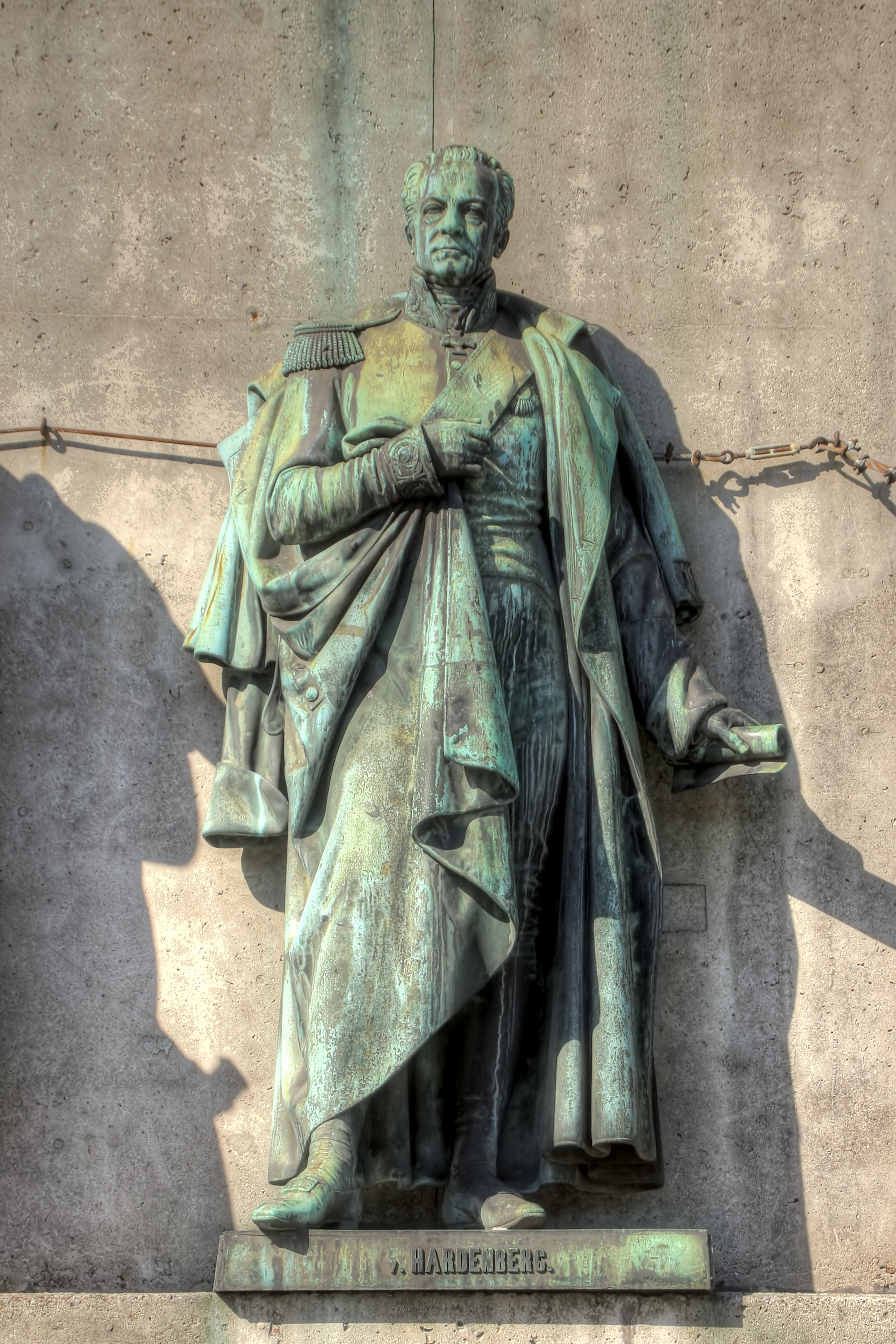
Standbild Hardenbergs am Reiterstandbild Friedrich Wilhelms III. auf dem Kölner Heumarkt
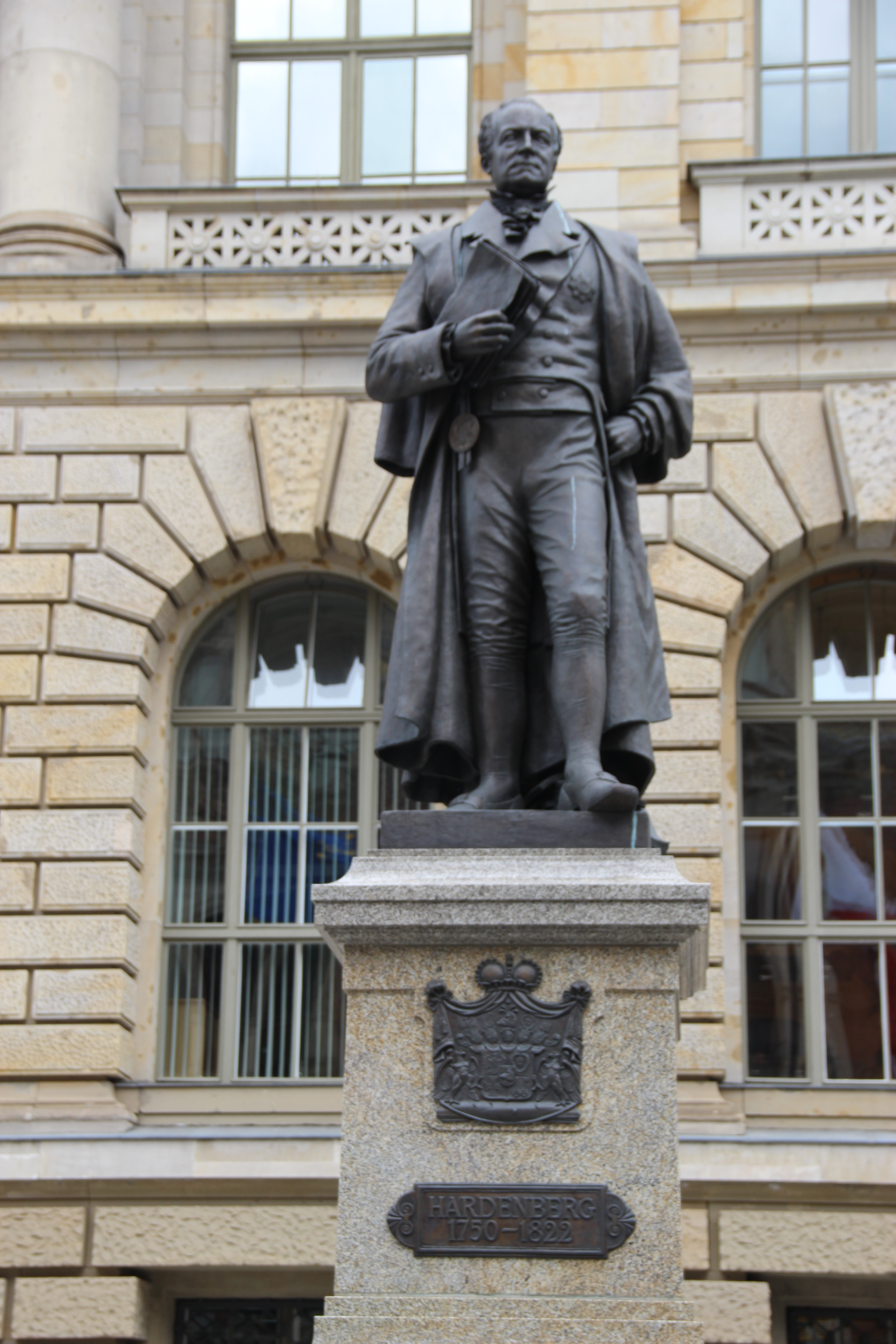
Hardenberg-Denkmal vor dem Preußischen Landtag, Berlin-Mitte
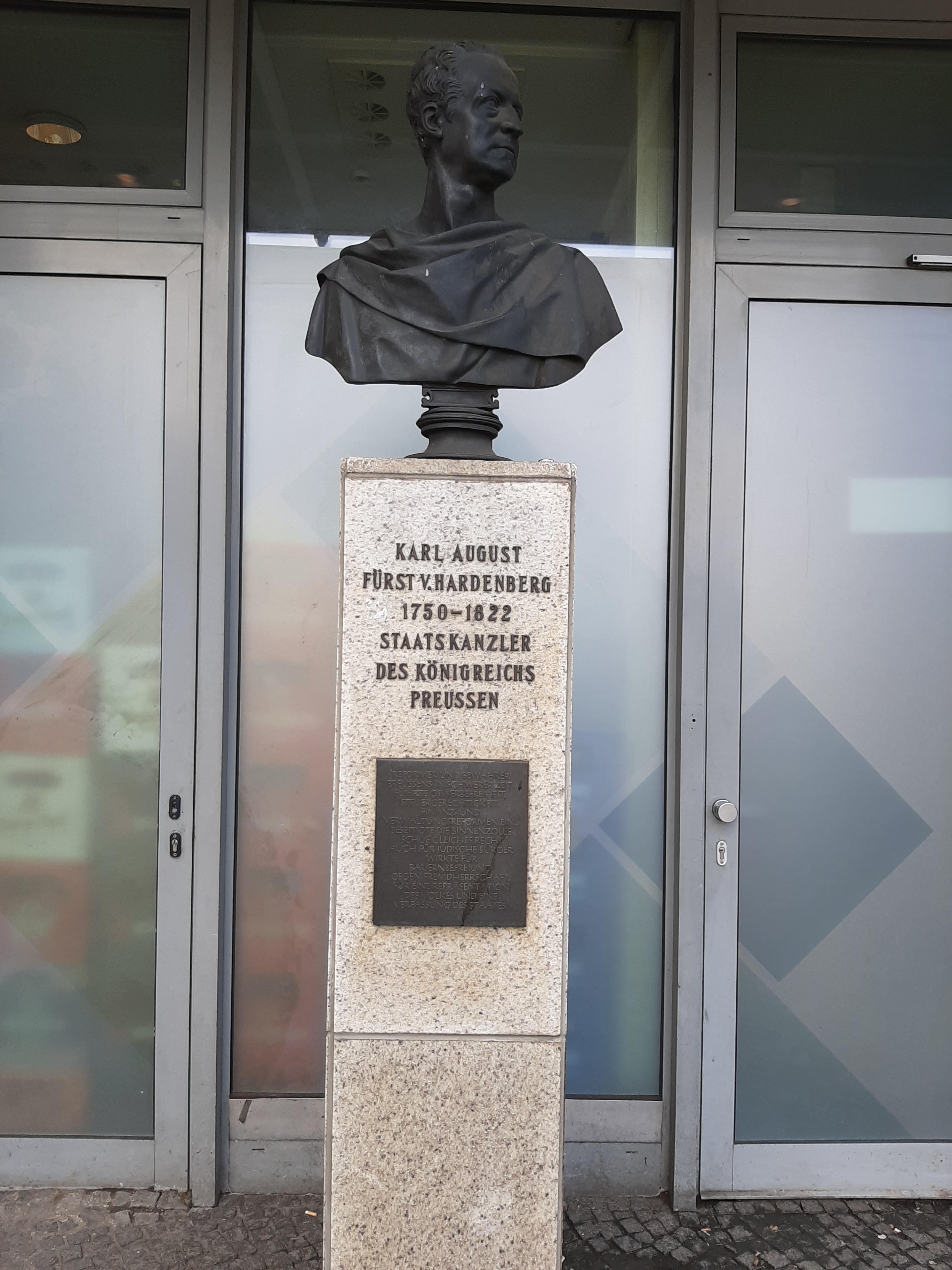
Büste auf dem Hardenbergplatz, Berlin-Charlottenburg
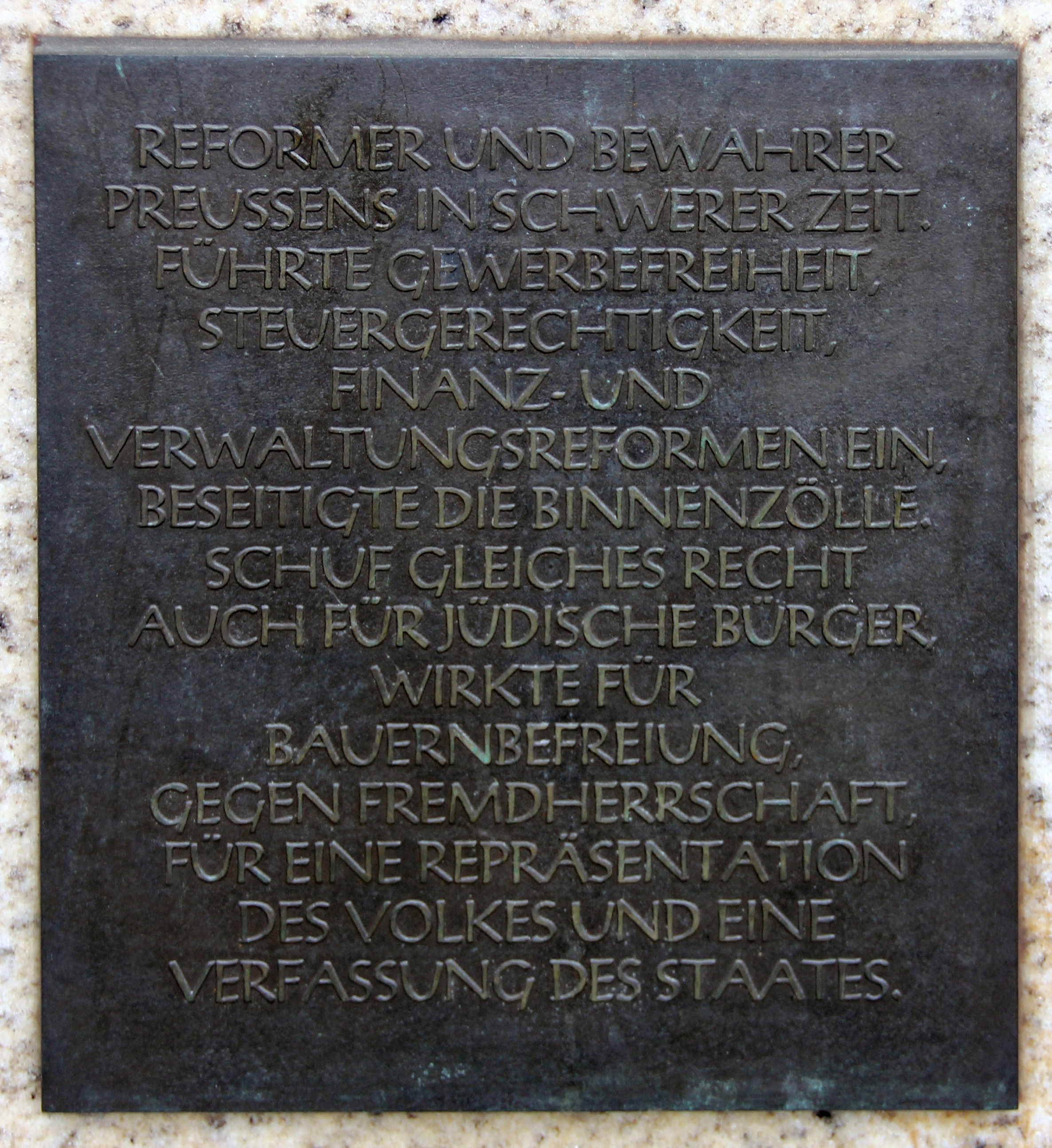
Gedenktafel auf dem Hardenbergplatz
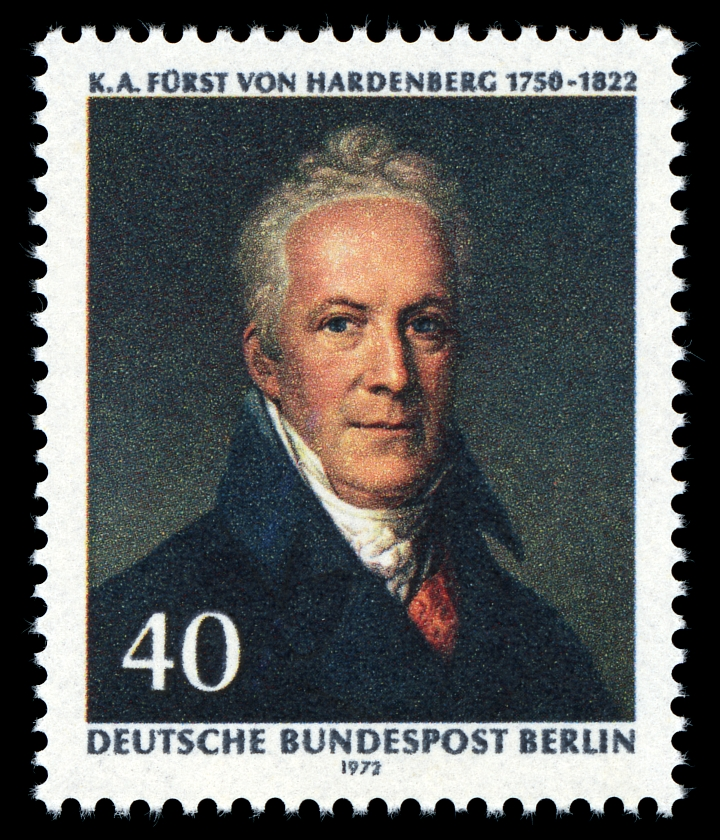
Briefmarke der Deutschen Bundespost zum 150. Todestag Hardenbergs

## Familie

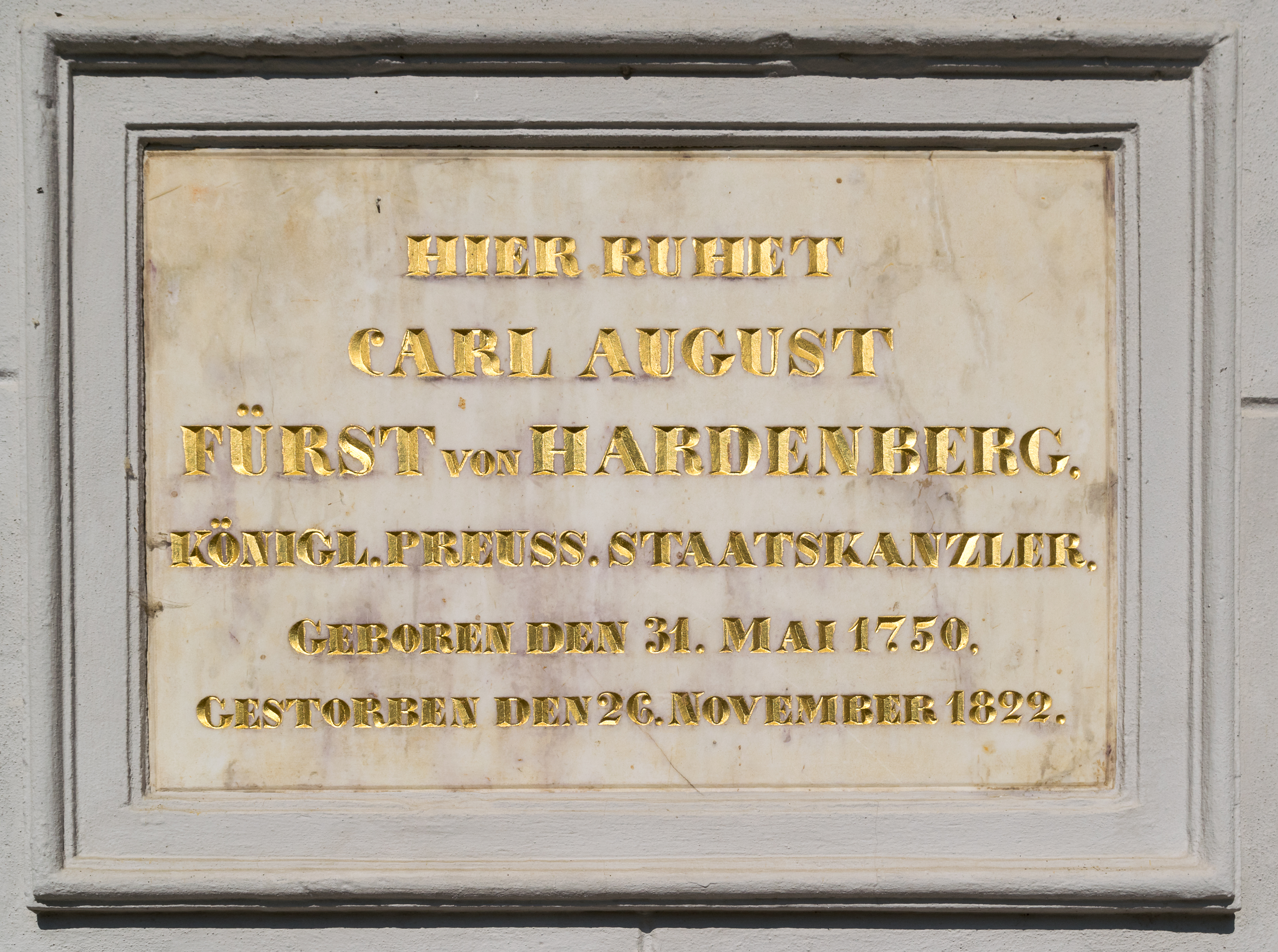
Gedenktafel an der Schinkelkirche in Neuhardenberg

Hardenberg war dreimal verheiratet. 1774 (Scheidung 1788) heiratete er die Gräfin Christiane Friederike Juliane von Reventlow (1759–1793), eine Tochter des dänischen Kammerherren Christian Detlev von Reventlow (* 1. November 1735; † 10. Februar 1759) und der Ida Lucia Scheel von Plessen.
- Christian von Hardenberg-Reventlow (1775–1841), Freier Standesherr von Neu-Hardenberg[90][91]

⚭ 1795 Jeanette Caroline von Reitzenstein (* 14. November 1777; † 25. Dezember 1819)
⚭ 1822 Emma Luise von Hardenberg (* 29. Januar 1796; 4. Juni 1853)
- Lucie (* 9. April 1776; † 8. Mai 1854)

⚭ 1796 Graf Karl Theodor von Pappenheim (1771–1853), bayerischer Feldzeugmeister
⚭ 1817 Fürst Hermann Ludwig Heinrich von Pückler-Muskau (1785–1871), Reiseschriftsteller Gartenkünstler
Nach seiner Scheidung heiratete er 1788 (Scheidung 1800) Sophie von Hasberg (1757–1835), die sich dafür vom hannoverischen Staats- u. Konferenzminister Ernst von Lenthe (1744–1814) scheiden ließ. Seine Frau war die Tochter des hannoverischen Land- u. Schatzrat Georg Albrecht von Hasberg (1706–1764) und der Freiin Hedwig Dorothea Friederike Löw von Steinfurth.
Am 17. Juni 1807 heiratete er die Sängerin Charlotte Schöneknecht (auch: Schönemann, 1772–1854), eine Tochter des Zeugmachers Johann Friedrich Schöneknecht und der Eleonore Maria Schlichting. Wegen seiner Affäre mit Friederike von Kimsky lebte er zuletzt von ihr getrennt.